# The Hummer
The Hummer – solowy album studyjny kanadyjskiego muzyka Devina Townsenda. Wydawnictwo ukazało się 15 listopada 2006 roku nakładem wytwórni muzycznej HevyDevy Records. Materiał został zarejestrowany w całości przez samego Townsenda, który był także producentem nagrań. 

## Lista utworów
Opracowano na podstawie materiału źródłowego.
| Nr | Tytuł utworu                    | Długość |
| -- | ------------------------------- | ------- |
| 1. | „The Hummer”                    | 15:55   |
| 2. | „Arc”                           | 23:04   |
| 3. | „Consciousness Causes Collapse” | 06:39   |
| 4. | „Equation”                      | 03:16   |
| 5. | „The Abacus”                    | 08:03   |
| 6. | „Cosmic Surf”                   | 16:27   |
|    |                                 | 1:13:24 |